# Vyšný Žipov
Vyšný Žipov (bis 1948 slowakisch „Slovenský Žipov“; ungarisch Tapolyizsép – bis 1888 Tótizsép) ist eine Gemeinde im Osten der Slowakei mit 1164 Einwohnern (Stand 31. Dezember 2024), die im Okres Vranov nad Topľou, einem Teil des Prešovský kraj liegt und zur traditionellen Landschaft Zemplín gehört.

## Geographie
Die Gemeinde befindet sich im Topľatal am Übergang vom Ostslowakischen Hügelland in die Niederen Beskiden. Das Ortszentrum liegt auf einer Höhe von 155 m n.m. und ist 12 Kilometer von Vranov nad Topľou entfernt.
Nachbargemeinden sind Skrabské und Petkovce im Norden, Michalok im Osten, kurz Merník im Südosten, Jastrabie nad Topľou und Hlinné im Süden und Čierne nad Topľou im Westen.
Das namentliche Pendant ist das etwa 55 Kilometer entfernte Nižný Žipov im Okres Trebišov.

## Geschichte
Der Ort wurde zum ersten Mal 1363 als Kysisop schriftlich erwähnt und gehörte anfangs zum Herrschaftsgut von Skrabské, später jenem der Burg Čičava. 1828 zählte man 64 Häuser und 487 Einwohner, die in der Forst- und Landwirtschaft und als Fuhrmänner beschäftigt waren. Während des Ostslowakischen Bauernaufstandes plünderten die Aufständischen das Landschloss des Gutsbesitzers Eduard Bujanovics aus.
Bis 1918 gehörte der im Komitat Semplin liegende Ort zum Königreich Ungarn und kam danach zur Tschechoslowakei beziehungsweise heute Slowakei.

## Bevölkerung
| Jahr                | 1994 | 2004    | 2014    | 2024    |
| ------------------- | ---- | ------- | ------- | ------- |
| Anzahl der Personen | 1165 | 1211    | 1173    | 1164    |
| Unterschied         |      | +3,94 % | −3,13 % | −0,76 % |

| Jahr                | 2023 | 2024    |
| ------------------- | ---- | ------- |
| Anzahl der Personen | 1151 | 1164    |
| Unterschied         |      | +1,12 % |

Nach der Volkszählung 2011 wohnten in Vyšný Žipov 1205 Einwohner, davon 1139 Slowaken, 41 Roma, zwei Ukrainer und jeweils ein Magyare und Tscheche. 21 Einwohner machten diesbezüglich keine Angabe. 618 Einwohner bekannten sich zur evangelischen Kirche A. B., 425 Einwohner zur römisch-katholischen Kirche, 88 Einwohner zur griechisch-katholischen Kirche, 23 Einwohner zu den Zeugen Jehovas, vier Einwohner zur orthodoxen Kirche und ein Einwohner zur reformierten Kirche. 14 Einwohner waren konfessionslos und bei 32 Einwohnern wurde die Konfession nicht ermittelt.

## Bauwerke
- römisch-katholische Mariä-Namen-Kirche aus den Jahren 1736–45, der Turm wurde erst 1863 ergänzt
- evangelische Kirche aus dem Jahr 1952